# جيسي هاريس
جيسي هاريس (بالإنجليزية: Jesse Harris)‏ هو عازف جاز وعازف قيثارة ومغن مؤلف ومغني أمريكي، ولد في 24 أكتوبر 1969 في نيويورك في الولايات المتحدة.

## وصلات خارجية
- الموقع الرسمي
- جيسي هاريس على موقع ميوزك برينز (الإنجليزية)
- جيسي هاريس على موقع أول ميوزيك (الإنجليزية)
- جيسي هاريس على موقع ديسكوغز (الإنجليزية)